# Zhizhongheella
Zhizhongheella es un género de bacterias gramnegativas de la familia Comamonadaceae. Actualmente sólo contiene una especie: Zhizhongheella caldifontis. Fue descrito en el año 2014. Su etimología hace referencia al microbiólogo chino Zhi-Zhong He. El nombre de la especie hace referencia a fuente termal. Es aerobia y termotolerante. Temperatura de crecimiento entre 10-55 °C, óptima de 40-50 °C. Forma colonias circulares, convexas y de color marrón claro en medio ISP2. Catalasa y oxidasa positivas. Se ha aislado de una muestra de agua en una fuente termal en la provincia de Yunnan, China. 